# Rewe
Rewe – wieś w Anglii, w hrabstwie Devon, w dystrykcie East Devon. Leży 8 km na północ od miasta Exeter i 249 km na zachód od Londynu. W 2001 miejscowość liczyła 378 mieszkańców.